# Soulce-Cernay
Soulce-Cernay település Franciaországban, Doubs megyében. Lakosainak száma 138 fő (2022. január 1.). Soulce-Cernay Courtefontaine, Chamesol, Montandon, Montjoie-le-Château, Les Plains-et-Grands-Essarts és Saint-Hippolyte községekkel határos.

## Népesség
A település népessége az elmúlt években az alábbi módon változott:
| Lakosok száma | 89   | 58   | 71   | 103  | 122  | 118  | 127  | 131  | 133  | 138  |
|               | 1968 | 1982 | 1990 | 2006 | 2013 | 2015 | 2017 | 2019 | 2020 | 2022 |